# Роги (Черкасская область)
Роги́ (укр. Роги) — село в Маньковском районе Черкасской области Украины.
Население по переписи 2001 года составляло 1102 человека. Почтовый индекс — 20145. Телефонный код — 4748.

## Местный совет
20114, Черкасская обл., Маньковский р-н, с. Роги, ул. Кирова, 3